# Hydrocyphon similis
Hydrocyphon similis es una especie de coleóptero de la familia Scirtidae.

## Distribución geográfica
Habita en Vietnam.